# Saulles
Saulles ist eine französische Gemeinde mit 52 Einwohnern (Stand: 1. Januar 2022) im Département Haute-Marne in der Region Grand Est. Sie gehört zum Arrondissement Langres und zum Kanton Chalindrey. 

## Geografie
Die Gemeinde Saulles liegt am Salon an der Grenze zum Département Haute-Saône. Sie ist umgeben von folgenden Nachbargemeinden:
|         | Champsevraine                               | Belmont |
| Grenant | Kompassrose, die auf Nachbargemeinden zeigt | Tornay  |
|         | Champlitte                                  |         |

## Bevölkerungsentwicklung
| Jahr                       | 1962 | 1968 | 1975 | 1982 | 1990 | 1999 | 2008 | 2019 |
| -------------------------- | ---- | ---- | ---- | ---- | ---- | ---- | ---- | ---- |
| Einwohner                  | 123  | 110  | 94   | 88   | 75   | 48   | 52   | 48   |
| Quellen: Cassini und INSEE |      |      |      |      |      |      |      |      |

## Sehenswürdigkeiten
- Kirche Saint-Symphorien